# Franciszek Żarnowski (chorąży)
Franciszek Żarnowski (ur. 15 maja 1897 w Krościenku, zm. 5 stycznia 1944 w Lublinie) – chorąży Wojska Polskiego, działacz niepodległościowy.

## Życiorys
Urodził się 15 maja 1897 w Krościenku, w powiecie krośnieńskim, w rodzinie Józefa i Kunegundy z domu Reppe.
W czasie I wojny światowej walczył w szeregach 3 pułku piechoty Legionów Polskich. 16 października 1914 dostał się do rosyjskiej niewoli. Przebywał w miejscowości Buj, w guberni kostromskiej.
W czasie wojny z Ukraińcami i wojny z bolszewikami walczył w szeregach 23 pułku piechoty. Wyróżnił się odwagą 22 marca 1919 pod wsią Berdychów, 1 i 22 kwietnia 1919, 25 lutego 1920, 13 i 17 czerwca oraz 23 lipca 1920CITEREFKolekcja 94. Za powyższe czyny został przedstawiony do odznaczenia Orderem Virtuti Militari.
Po zakończeniu działań wojennych pozostał w wojsku jako podoficer zawodowy i kontynuował służbę w 23 pp we Włodzimierzu. W marcu 1939 zajmował stanowisko oficera żywnościowego pułku. Na tym samym stanowisku walczył w kampanii wrześniowej.
Do 9 listopada 1943 był więziony na Zamku w Lublinie. Zmarł 5 stycznia 1944 w obozie koncentracyjnym Majdanek (numer więźnia „574”). Jako oficjalną przyczynę śmierci podano „niewydolność krążenia”.

## Ordery i odznaczenia
- Krzyż Niepodległości – 20 lipca 1932 „za pracę w dziele odzyskania niepodległości”[14][1][15][10]
- Krzyż Walecznych[16]
- Odznaka Pamiątkowa Więźniów Ideowych[17]